# Nieuwoudtville
Nieuwoudtville è una cittadina sudafricana situata nella municipalità distrettuale di Namakwa nella provincia del Capo Settentrionale.

## Geografia fisica
Il piccolo centro abitato è situato a circa 70 chilometri a ovest della città di Calvinia. Sorge ai piedi della scarpata dei Bokkeveld.

## Storia
La cittadina venne fondata nel 1897.